# Hannah Whitall Smith

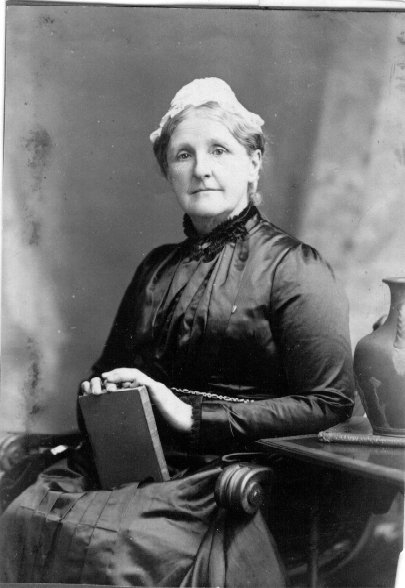

Hannah Tatum Whitall Smith (7 de fevereiro de 1832 — 1 de maio de 1911) foi uma feminista, escritora e evangelista leiga contada entre os fundadores do Movimento de Santidade nos Estados Unidos. A alavancou o início do Movimento Vida Superior no Reino Unido da Grã-Bretanha e Irlanda e em 1903 assumiu o universalismo cristão. Sua atuação feminista foi pelo “direito de voto” para as mulheres e como precursora a subir em púlpitos quando somente a homens eram concedido. Ativista contra as drogas lícitas, foi uma das fundadoras do movimento da temperança, um movimento radical que combatia o consumo de bebidas alcoólicas.

## Biografia
Nasceu na Filadélfia, descendente de proeminentes e influentes Quakers em Nova Jersey. Hannah Tatum era filha de John Mickle Whitall e Mary Tatum Whitall. E foi bisneta de Ann Cooper Whitall.
Casou-se com Robert Pearsall Smith, em 5 de novembro de 1851, com outro descendente de proeminentes Quakers. Viveram em Germantown, Pensilvânia e deixaram os Quakers em 1858.
Foram inicialmente influenciados pelos Irmãos de Plymouth e depois migraram para o avivalismo Holiness metodistas, e foram adeptos da doutrina wesleyana da “inteira santificação” após lerem os escritos de santidade de Walter e Phoebe Palmer. Foram influenciados por William E. Boardman, que escreveu A Vida Cristã Mais Elevada (1858)..
De 1864 a 1868, Robert e Hannah Smith viveram em Millville (Nova Jérsei), quando Robert teria assumiu os negócios do pai de Hannah, as fábricas de vidro Whitall, Tatum & Companhia.
Em julho de 1867 em Vineland, Nova Jersey, Robert seria “santificado” no "verdadeiro estilo Metodista". Hannah somente aderiria a “santificação” em anos seguintes. Tornaram-se evangelistas leigos e proeminentes oradores nos “campos de santidade”. Promoveram reuniões de "santidade" entre os seus amigos Quakers, e escreveram e publicaram folhetos sobre esta experiência.
Hanna gerou a Alice, quem vira a ser a primeira esposa de Bertrand Russell.
Seu devocional intitulado “The Christian's Secret of a Happy Life”, publicado em 1875, tornou-se um best seller ao longo dos tempos, recebendo elogios do filósofo de Harvard, William James, que disse que se ele se tornasse um cristão, ele gostaria de ser o tipo de cristão descrito no livro. E. Stanley Jones, um conhecido missionário metodista, teria se convertido ao Movimento de Vida Superior quando leu este livro em seu alojamento estudantil no Asbury College.
Uma das suas maiores contribuições para a história da moderna foi a presença das mulheres como pregadoras, uma herança Quaker que foi trazida para os metodistas do Movimento Vida Superior. Mas quando Robert tornou-se um membro leigo da Igreja Philadelphia Presbyterian, então Hannah e amigos Quakers, como Sarah Smiley, começaram a pregar em Igreja Presbiteriana, Batistas, Episcopais e Igrejas Congregacionais, onde as aglomerações eram tão grandes para lhes ouvir que tinham que se sentar no chão defronte ao púlpitos.
Enquanto as mulheres eram ainda recusada para falar em reuniões públicas, Hannah foi preletora na convenção de santidade em Brighton, Inglaterra, em 1875. O impacto de seus sermões serviu de encanto a milhares de britânicos, entre eles leigos e pastores, vindo a receber o apelido de "o anjo das igrejas" uma referência bíblica ao anjo de Apocalipse que anuncia o pecado e repreende a igreja de Cristo.
Hannah Smith resumiu sua crença como “Deus é suficiente” (Francis Asbury Press, 1986), título de devocional editado pelo Dr Melvin E. Dieter, teólogo professor de história da igreja. "
Entre 1873–1874, os Smith evangelizaram na Inglaterra, incluindo Oxford, ensinando sobre "vida superior" e "santidade". Em 1874 Hannah ajudou a fundar a Women’s Christian Temperance Union (União das Mulheres de Temperança Cristã). Nesse mesmo ano os Smiths viajaram para o Império Alemão e a Suíça, onde evangelizaram em várias cidades. Em 1875, voltaram para a Inglaterra e participaram da Convenção em Brighton. Nos anos seguintes Hannah não foi muito atuante nestas convenções.

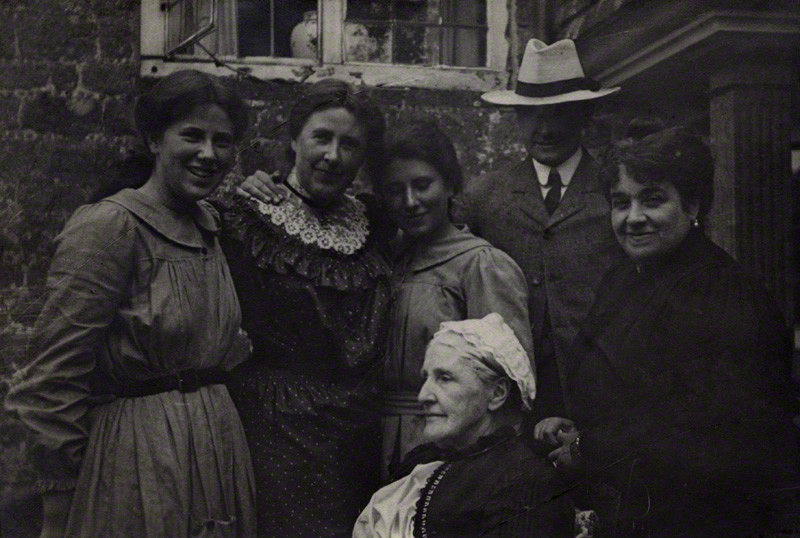

Em 1888, a família Smith mudou-se para a Inglaterra porque sua filha Mary Berenson casou-se com um advogado inglês, Frank Costelloe. Mary divorciou-se e casou com o crítico Bernard Berenson. Ainda na Inglaterra sua filha Alys Pearsall Smith conheceu e se casou com o filósofo Bertrand Russell. Hannah teve outro filho que foi um crítico, Logan Pearsall Smith.
Hannah Whitall Smith foi tia de outra notável na história da conquista feminista, sua sobrinha Martha Carey Thomas, a primeira reitora de uma Faculdade na América, e defensora e ativa eleitora.
Hannah Whitall Smith morreu na Inglaterra em 1911.

## Livros
- Hannah Whitall Smith publicou O Segredo Cristão de uma Vida Feliz (1875) e é um livro extremamente popular no exercício prático da vida em santidade. É ainda amplamente lido hoje e publicado milhões de cópias.
- Escreveu sua autobiografia espiritual, O Altruísmo de Deus e como Descobri-lo (1903). Muitas publicações desse livro omitem os três capítulos que explicam como ela aderiu ao cristianismo universalista: “a salvação deve ser tão universal quanto a queda.” (Hannah Whitall)[3]